# Tlalocayotl
Tlalocayotl dans la mythologie aztèque, est la personnification du vent de l'Est. Ses frères sont Cihuatecayotl, Vitztlampaehecatl, Mictlanpachecatl, lesquels sont les personnifications des vents du Sud, de l'Ouest et du Nord.